# Sonia Cotelle
Sonia Cotelle (Varsovia, 19 de junio de 1896 – París, 18 de enero de 1945), nacida como Sonia Slobodkine, fue una física y química polaca que se dedicó a la investigación del polonio, cuya radiación le causó la muerte. Entre sus aportaciones a la ciencia destacan haber determinado la semivida del ionio (torio-230) y haber establecido el número atómico del polonio por espectroscopia de rayos X.

## Trayectoria
Cotelle se diplomó en química general, biológica y aplicada en la Universidad de la Sorbona. Se especializó en la creación de fuentes radiactivas y en 1919 comenzó su trabajo como investigadora incorporándose al equipo de la científica Marie Curie en el Institut du Radium (actual Museo Curie) de París, donde llegó a ser responsable del servicio de medición entre 1924 y 1926. 
Entre 1926 y 1927, trabajó como científica química en la facultad de ciencias. Investigó sobre el polonio y sobre el actinio en colaboración con Marie Curie y determinó la semivida o el tiempo de vida medio del ionio, el nombre por el que se conocía al torio-230 en aquella época.
Durante su etapa en Checoslovaquia donde vivió entre 1927 y 1936, Cotelle determinó el número atómico del polonio por espectroscopia de rayos X. Al finalizar este periodo, regresó a París donde siguió colaborando con equipos pioneros en la investigación con elementos y compuestos radioactivos.
Falleció el 19 de enero de 1945 como consecuencia de varias enfermedades originadas por la ingestión accidental de polonio, ocurrida mientras trabajaba en el laboratorio en 1927.